# أغار البطاطس بالدكستروز

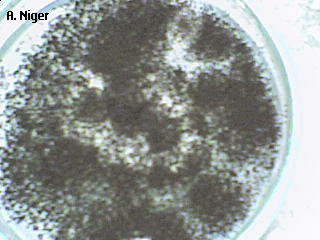

أَغارُ البَطاطِسِ بالدِّكْسْتْروز يعتبر وسط ميكروبي للنمو مكون من البطاطس المنقح والدكستروز. أَغارُ البَطاطِسِ بالدِّكْسْتْروز يستخدم بشكل واسع لمنو الفطريات والبكتيريا التي تهاجم النباتات الحية أو تحلل النباتات الميتة.
البطاطس المنقح يكون عبر غليان 300 جرام من شرائح البطاطس في الماء لمدة 30 دقيقة ومن ثم يصب عليها السائل عبر غطاء. الماء المقطر يضاف بعد ذلك ليكون الحجم الكلي 1 لتر. 20 جرام من الدكتروز و20 جرام من أغار يتم اضافته بعد ذلك. الوسط يتم تعقيمة باستخدام الموصدة لمدة 15 دقيقة.
وسط نمو آخر شبية بهذا الوسط يسمى سائل البطاطس بالدكستروز، ويتكون من نفس مكونات لوسط العادي ما عدا أغار. الكائنات التي دائماً ما تزرع على هذا الوسط تكون الخمائر ك والمبيضة بيضاء وساكرومايس سيرفيجي والمولد كالاسبيريجلس.

## أخرى
- Atlas, R.M.: Handbook of Microbiological Media, second edition. Lawrence C. Parks (1997)